# Franziskanerkloster Schwaz

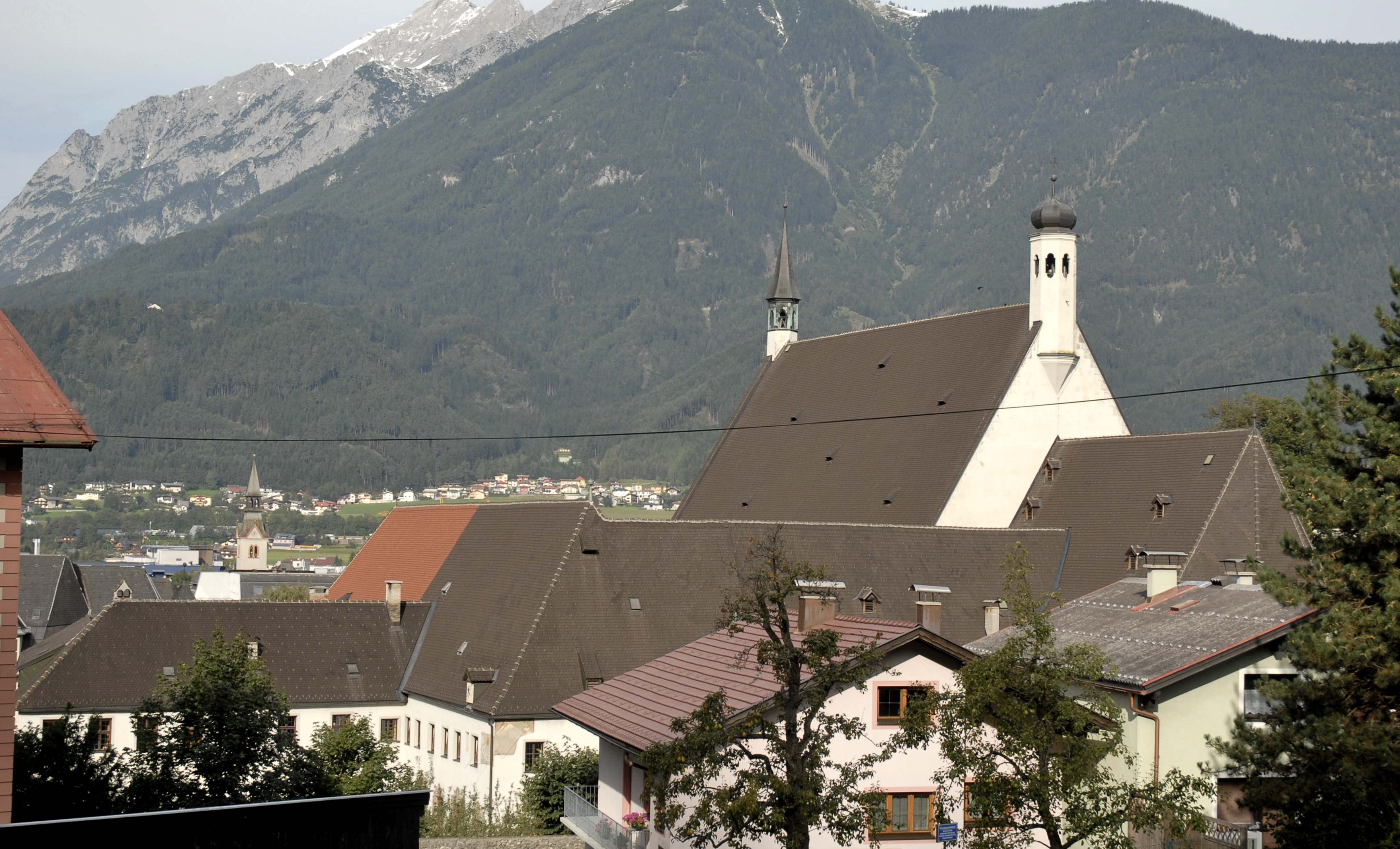
Das Franziskanerkloster von Südosten

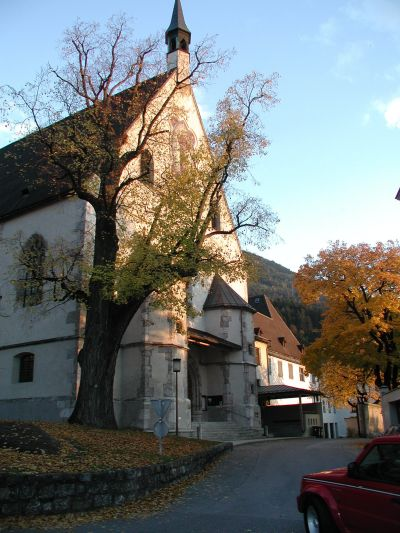
Kirche von der Burggasse aus

Das Franziskanerkloster Schwaz ist ein Kloster der Franziskaner (OFM) in Schwaz in Tirol in Österreich.

## Geschichte
Das Franziskanerkloster in Schwaz wurde 1507 auf Betreiben der damaligen Bergwerksherren bzw. Bergknappen und der Bürger von Schwaz mit Erlaubnis des Kaisers Maximilian I. gegründet. Die Franziskaner waren schon seit 1471 regelmäßig zur Aushilfe nach Schwaz gekommen (Schwaz war zu jener Zeit noch keine eigene Pfarre). Nachdem die Schwazer Bevölkerung und der Kaiser den Klosterbau in Angriff genommen hatten, gab es unerwartete Hindernisse: Am 15. Juli 1507 wurde der Klosterbau vom zuständigen Pfarrer von Vomp unter Androhung des Banns verboten (in Vertretung des Generalvikars von Brixen). Die Verantwortlichen hatten ganz einfach vergessen, die Kirche um Erlaubnis zu bitten. Sie hatten dies unterlassen, da Kaiser Maximilian versprochen hatte, sich selbst darum zu kümmern (Die sogenannte Stiftungsurkunde Kaiser Maximilians erwähnt zwar ein päpstliches Schreiben, über dessen Vorhandensein ist aber nichts weiteres bekannt).
Den Grund für Kirche und Kloster hatte Hans Fieger von Melans zu Friedberg (d. Ä.) von Andrä Stollbrock erworben und 1507 den Franziskanern geschenkt. Dazu überließ er ihnen auch sein eigenes angrenzendes Anwesen mit dem charakteristischen Wendeltreppenturm, heute noch „Fiegerhof“ genannt (siehe Abb. links und rechts unten), welches samt Garten in den Klosterbau integriert wurde. Ein Teil des Fiegerhauses diente höchstwahrscheinlich als Mühle. Eine alte Leitung führte schon damals Wasser vom Lahnbach bis zum Haus.
Das Wappen des Hans Fieger und jene seiner Brüder Siegmund und Christoph finden sich im Kreuzgang. Sie hatten dort die ersten drei Fresken gestiftet.
Am 30. August 1507 wurde die Schenkungsurkunde von Hans Fieger ausgestellt. Am selben Tag fand auch die Grundsteinlegung statt, wie auf der dargestellten Urkunde zu sehen ist.
Das Ordinariat von Brixen zog seinen Einspruch gegen den Klosterbau aber erst zurück, nachdem auch der Abt der Abtei St. Georgenberg seinen Einspruch zurückgezogen hatte und Kaiser Maximilian nochmals interveniert hatte.
Die offizielle kirchliche Zustimmung erfolgte einen Monat nach der Grundsteinlegung, am 26. September 1507, im Rahmen eines Festaktes unter der Leitung von Conradus, Abt von St. Georgenberg, Abt Leonhard von Wilten und dem zuständigen Pfarrer Peürl von Vomp. Als Gesandter Kaiser Maximilians wurden der am kaiserlichen Hofe weilende Franziskaner P. Johannes de Donis, resign. Bischof von Großwardein, nach Schwaz gesandt. Nach einem Hochamt in der Vomper Pfarrkirche zog man in einer Prozession nach Schwaz und Prior Baumgartner von St. Georgenberg verkündete, dass kirchlicherseits keine Einwände mehr bestünden und der Bau begonnen werden konnte. Der Franziskaner P. Christoph verblieb danach auf dem späteren Kirchenplatz und feierte mit seinen Mitbrüdern einen Dankgottesdienst.
Bereits am 23. November 1507 wurde der sich im Bau befindende Haupttrakt des Klosters eingeweiht. Der weitere Klosterbau nahm noch einige Jahre in Anspruch. Die vielen Stifter und Wohltäter, vor allem waren es die vermögenden Schwazer Gewerken, die den Klosterbau finanzierten, wurden durch die Darstellung ihrer Wappen an den Schlusssteinen des Kreuzrippengewölbes im Kreuzgang geehrt. Kaiser Maximilian wurde durch die Darstellung der Wappen seiner Länder geehrt.
Mit dem Bau der Klosterkirche begann man im April 1508.
Ein Jahr später, 1509, war die Bonaventurakapelle (siehe Bild unten) fertiggestellt, in der nun alle Messfeiern stattfanden. Am 16. Oktober 1509 wurde sie zusammen mit dem Kreuzgang eingeweiht. Die Darstellung der 12 Apostelkreuze lassen darauf schließen, dass diese Kapelle kirchenrechtlich gesehen den Status einer Kirche innehatte. Über der Kapelle war der erste Gebetsraum. Dieser ist aber nicht mehr vorhanden, da in den späten 1950er Jahren die dort im 1. Stock liegenden Räume zum Mariensaal zusammengefasst wurden. Übrigens sind nur noch in der Bonaventurakapelle die originalen Butzenfenster erhalten geblieben.
Um das Jahr 1518 wurde an der Nordseite der Kirche noch der Friedhof errichtet.
Der Bereich oberhalb des Refektoriums, Brüdergang genannt, hat eine große Balkendecke wie der darunter liegende Speisesaal. Im Brüdergang hing von Beginn an ein großes gotisches Kruzifix, welches sich seit den 1990er Jahren in der Bonaventurakapelle befindet.
Ebenfalls sehenswert ist die alte Sakristei, die in ihrer ursprünglichen Form erhalten geblieben ist, obwohl ebenfalls in den 50er Jahren im Raum davor eine neue Sakristei entstanden war.
Das neue Kloster gehörte bei seiner Gründung zur österreichischen (Wiener) Franziskanerprovinz und ab 1580 zur neugegründeten „Tiroler Franziskanerprovinz vom Heiligen Leopold“.
Zur Linken ist die älteste Darstellung des Schwazer Klosters aus dem frühen 18. Jahrhundert zu sehen (aus dem Klosterarchiv Bozen). Wer das Kloster in seinem heutigen Zustand kennt, sieht sofort die Unterschiede. Von besonderem Interesse ist die Kapelle im Garten (im Bild gang rechts), die nicht mehr existiert (nicht zu verwechseln mit dem Pavillon an der Südmauer). Der Klerikatstrakt (ganz rechts unten) wurde erst 1736 errichtet. Das Hauptgebäude war mit diesem Gebäudeteil nur über einen schmalen Gang (quasi ein Schwibbogen) verbunden. Dieser Übergang wurde erst 1925 ausgebaut. Der östliche Gartenteil (Bild-Oberkante) kam erst 1882 dazu, dieser gehörte damals (im 19. Jh.) noch zum Knapp-Haus. Der große Innenhof war um das Jahr 1730 noch begrünt. Die Klosterchronik erwähnt im Jahr 1699 eine Neugestaltung des Kreuzganghofes mit Blumen, Säulen und Bänken. Schon damals stand die markante Linde auf unserem Kirchenvorplatz. Leider steht auch die alte Weberei im Garten nicht mehr.
Durchaus sehenswert ist auch das alte Refektorium (der Speisesaal), welches sich seit der Anfangszeit nicht sehr verändert hat. Natürlich wurden die Tische und der Holzboden sowie die Vertäfelung im Laufe der Jahrhunderte einige Male erneuert (zuletzt 1961). Hier werden alle Mahlzeiten eingenommen und die zweimal wöchentlichen Rekreationen, das abendliche zusammensitzen, findet ebenfalls hier statt. Zu besonderen Anlässen konnten so manche Schwazer diesen Raum betreten. Einer der Luster war übrigens für den Thronfolger Erzherzog Franz Ferdinand vorgesehen. Nach dessen Ermordung war der Schwazer Schlosser Rappel auf zwei Dutzend eben gefertigte Luster sitzen geblieben. Ein amerikanischer Provinzial sah den Luster, welcher als Leihgabe in der Klosterbibliothek hing und kaufte alle Luster für eine Kirche seiner Provinz. Als Dank bekam das Kloster von Jakob Rappel einen Luster geschenkt.

## Die Kirche

### Beginn
Die großen Renovierungsphasen: 1618, 1735, 1844, 1936, 1965 und 1990.
Es soll anfangs gleich Erwähnung finden, dass die Veränderungen in der Kirche im Laufe der Jahrhunderte so zahlreich waren, dass Vieles nicht festgehalten wurde und hier nur ein grober Überblick präsentiert wird.
Die Leitung und Planung für den Kirchenbau 1508 wurde wie schon beim Kloster dem Meister Christoph Reichartinger übertragen. Der ausführende Werkmeister war Ulrich Klotz, der selbst auch Steinmetz war. (Er hat u. a. das Refektoriums- und das Sakristeiportal geschaffen). Als Vorlage diente Reichartinger die Hl. Kreuz-Kirche in Augsburg (ehem. Chorherrenstift, im Zweiten Weltkrieg durch Bombentreffer schwer beschädigt, heute Dominikanerkloster). Am 3. Mai 1515 wurde die neue (noch nicht ganz fertiggestellte) Kirche feierlich eingeweiht. (Das Kirchweihfest wurde früher traditionellerweise immer am dritten Sonntag nach Ostern gefeiert.) Die Franziskanerkirche gehört zu den größten gotischen Gotteshäusern Tirols (59 m lang, 20 m breit).
Es wurden sechs gotische Altäre errichtet, von denen der Apostelaltar das Werk Hans Malers war. Der Hochaltar stellte im Mittelschrein die Stigmatisation des heiligen Franz von Assisi dar, die Seitenaltäre u. a. Maria Schmerzen, Sippen-, Apostel- und Passionsaltar. (Der Schmerzensaltar wurde von der 1512 gegründeten Bruderschaft der Sieben Schmerzen Mariens gestiftet).
Im Jahre 1521 kam aus Eichstätt über Passau ein vom schwäbischen Meister Loy Hering gefertigtes Steinkreuz. Es wurde im Langhaus mittlings vor dem Lettner aufgestellt und mit einem Gitter umschlossen.
Bereits im Jahre 1585 wurde der Hochaltar auf Betreiben des Provinzials P. Gabriel Raber durch einen Renaissancealtar ersetzt (bzw. der Altar umgebaut). Dieser wurde vom Haller Maler Melchior Ridterl (oder Ritterl) gefasst. Er stellte, wie sein Vorgängerwerk, wiederum die Stigmatisierung des Hl. Franziskus dar. Dieser Altar ist leider verschollen.
Von der gotischen Grundausstattung ist in der Franziskanerkirche nur sehr wenig erhalten, so etwa eine spätgotische Skulptur der „Mater Dolorosa“ aus dem frühen 16. Jh. und das ausdrucksvolle Steinkruzifix des Loy Hering (laut Prof. Ulrich Söding stammt es vom Augsburger Meister Gregor Erhart). Drei Tafelbilder des Apostelaltars, die Tafelbilder des Passionsaltars und fünf Bilder des Annaaltars (Sippenaltar) sind heute auf Schloss Tratzberg. Zwei weitere Tafelbilder aus dem Apostelaltar des Hans Maler (Marter der Apostel Bartholomäus und Andreas) befinden sich im Germanischen Nationalmuseum in Nürnberg. Sie wurden um 1816 verkauft bzw. geraubt. Ihre letzten Tafelbilder verkauften die Franziskaner vermutlich um das Jahr 1840. Neben der Schmerzensgruppe blieben nur zwei gotische Reliefs (ca. 1520) dem Kloster erhalten, denn sie waren im Altar der Bonaventurakapelle eingearbeitet worden.

### Renovierung 1618
Unter der Führung des Meister Leibacher wurden damals die Kirchensäulen poliert und der seitliche Franziskusaltar abgetragen und versetzt. Weiters wurde die Kirche von Meister Bruel geweißelt.
Neu geschaffen wurden u. a. die Gitter und das Chorgestühl:
Die beiden Seitenteile des hinteren schmiedeeisernen Gitters, eine Arbeit des Jenbachers Christoph Stöckl (1621) gehörten ursprünglich auch zum Lettner und waren dort eingesetzt. Der jüngere mittlere Teil des Gitters stammt von Josef Mayr aus Schwaz (1735). In der Mitte des Lettners befand sich das große Steinkreuz von Loy Hering (siehe unten). Bemerkenswert ist auch das Renaissance-Chorgestühl. Es wurde 1617–1618 vom Schwazer Kunsttischler und Bildhauer Michael Pirtaler zusammen mit zwei weiteren Gesellen und mit dem Augsburger Schlosser Johann Wolf geschaffen. Von den ursprünglichen vier Reihen haben sich zwei erhalten. Aus der Anfangszeit stammt auch noch die alte Sakristeitüre. Diese schmideiserne Türe wurde im Jahre 1509 errichtet, ist eine Arbeit des Meisters Andre und trägt das Wappen der Stifter, die Gewerken Stöckl. Das beeindruckende Portal stammt von Ulrich Klotz.
Im Jahre 1621 wurde auch ein neuer Hochaltar errichtet. Damals war es üblich, an Werktagen den wertvollen Mittelschrein mit einem Bild zu verdecken. Dieses Gemälde, darstellend die Glorie des Hl. Franziskus und Franziskanerheilige im damals üblichen grauen Reformatenhabit, stammt vom Innsbrucker Hofmaler Paul Honegger, und ist noch im Besitz des Klosters.
In einer Klosterrechnung des Jahres 1631 wird ein Tischlermeister und zwei Gesellen für die Aufstellung der Krippe und des Ostergrabes entlohnt. Nähere Informationen zu diesen frühen Kunstwerken existieren leider nicht.
Am Rande des Friedhofs wurde 1650 eine kleine Kapelle errichtet. Sie galt als erste der insgesamt zehn Schwazer Haagkapellen. 1885 wurde sie zu einer Lourdesgrotte umgestaltet. Die Marienstatue wurde von einer Delegation eigens aus dem französischen Wallfahrtsort geholt.
Im Jahre 1687 bekam die Kirche unter dem Guardian P. Nikolaus Perckhofer einen neuen Boden. Die Marmorplatten dazu kamen aus dem Steinbruch in Kleinsöll bei Breitenbach. Dieser Steinboden wurde 1990 durch einen Neuen ersetzt.

### Barockisierung
1696 wurde wiederum ein neuer Hochaltar und neue Seitenaltäre errichtet (so u. a. ein neuer Schmerzensaltar, 1700–1705 und wahrscheinlich auch den Franziskus- und den Antoniusaltar), diesmal von den Franziskanern selbst, nämlich dem Tischler Frater Felizian Griessauer und dem Maler Frater Lukas Plazer. Letzterer schuf u. a. das Hochaltarbild „Allerheiligen des Seraphischen Ordens“, welches heute im Seitenschiff hängt, und die Medaillons des ehemaligen Seitenaltars Maria Schmerzen. (Eines dieser Medaillons wurde für die Wiedereinsetzung in den Altar ca. 1870 von Alois Käsbacher im Querformat neu gemalt). Damals stand der Schmerzensaltar (mit einem Gitter umgeben) an der nördlichen Längsseite des Hauptschiffes, wo heute der Seiteneingang ist.
Auch für diesen Altar wurde ein Abdeckbild für die Wochentage von Bruder Lukas Plazer geschaffen („Maria als Fürbitterin der Armen Seelen“). Es hängt heute in der Klausur des Klosters. Ebenfalls aus dem 17. Jh. stammen die großen Bilder unter der Westempore. Sie wurden vom Brixner Maler Stefan Keßler geschaffen und stellen die heiligen Franziskaner Petrus Regalatus (1676 ?) und Franziskus Solanus (1675) dar.
Die größten Veränderungen fanden im Jahre 1735 unter der Leitung von Baumeister Jakob Singer statt. Guardian P. Theophilus Perkhofer war von der Provinzleitung damit beauftragt worden. Die drei rückwärtigen Fenster im Presbyterium dürften zu dieser Zeit zugemauert worden sein. Der Lettner und die Rippengewölbe wurden entfernt und das Gewölbe von Jakobs Bruder Hans Singer und Jakobs Sohn Kassian mit feinen Stukkaturen geschmückt. Von Hans Singer stammt auch die neue Kanzel. (In der Bonaventurakapelle blieb das alte Rippengewölbe wegen seines kleinen Umfangs erhalten). Die abgebrochenen Rippen wurden als Fundament für den Bau des Klerikatstraktes verwendet. Bei dessen Umbau 1925 tauchten diese wieder auf und wurden wieder als Fundament verwendet, diesmal unter die neue Kellertreppe des Studienhauses.
Die gotischen Marmorpfeiler des abgebrochenen Lettners wurde für die neuerrichtete Westempore verwendet. Das ehemalige Lettnergitter stammt vom Jenbacher Kunstschlosser Christoph Stöckl aus den Jahren 1621/23 und wurde 1705 vom Schwazer Schlosser Johann Rutter erweitert. Nun wurden die Seitenteile von Josef Mayr erhöht, ein völlig neues Mittelstück geschaffen und unter die Westempore verlegt. Die übriggebliebenen Teile kamen ins Augustinerinnenkloster St. Martin in Schwaz.
Es war auch der junge Absamer Bildhauer Johann Michael Fischler an der Ausstattung der Kirche beteiligt. Er schuf die Statue des Hl. Josef. Außerdem setzte er das kurz vor der Transferierung umgefallene und zerstörte Steinkruzifix von Loy Hering (im Foto oben ganz rechts zu sehen) in nur 3 Monaten wieder her und schuf den gesamten Barockaufbau des neuen Seitenaltars, der 1739 aufgestellt wurde. Dieses bisher vor dem Lettner alleinstehende Steinkreuz wurde auf die Südseite transferiert, wo bisher die Kanzel gestanden hatte. Als Altarbasis diente der ehemalige Apostel- oder Kreuzaltarstein.
Bei diesem Unfall ging leider auch die Grabplatte des vor den Schweden geflohenen Abtes Johannes VIII. Merk von St. Ulrich und Afra in Augsburg zu Bruch, der 1632 hier im Kloster starb und begraben worden war. Diese Grabplatte fand man später vergraben auf dem Friedhof, sie wurde angeblich in einen der Seitenaltäre eingelegt.
Eine zerbrochene Grabplatte steht allerdings im Pfortenhof. Es handelt sich dabei höchstwahrscheinlich um jene Grabplatte des Abtes Johannes Merk. Mehr dazu im Kapitel „Kreuzgang“.
Der Schmerzensaltar wanderte 1735 von seinem Platz an der Nordseite zum freigewordenen Abschluss des Seitenschiffes. Die beiden Seiteneingänge wurden geschlossen. Dort wurden der Annen- und der Katharina- und Barbara-Altar aufgestellt. Der durch die Verlegung des Schmerzensaltares frei gewordene Platz wurde zum neuen Seiteneingang. Die gegenüber an der Südseite gelegene Kanzel wurde abgerissen und eine neue Kanzel im Kirchenschiff von Hans Singer geschaffen.
Ein Schwazer Maler, der so manchen Beitrag geleistet hat, war Johann Georg Höttinger d. J. Im Jahre 1727 stattete er die Kirche und den Kreuzgang mit einigen Fresken aus (Von seinem Freskenzyklus in der Kirche mit Szenen aus der Hl. Schrift, ev. Jesusleben, ist nichts mehr erhalten). 1730 malte er für unsere Kirche eine Weihnachtskrippe. (Tatsächlich können aber nur noch einzelne Figuren der heute existierenden Bretterkrippe Höttinger zweifelsfrei zugeordnet werden. Einige Figuren, sowie die Hintergrundkulisse dürften im frühen 19. Jahrhundert erneuert worden sein. Sie hat auch nichts mit der 1631 erwähnten Krippe zu tun.)
Von ihm stammen auch die Kreuzwegstationen aus der Zeit nach 1735. Diese waren vor langer Zeit ins Kloster Lienz gekommen. Nachdem sie dort 1923 neuen Fugelkopien weichen mussten, kamen sie im Jahre 1936 kurz vor der Kirchenrenovierung nach Schwaz zurück. (Das Kloster besitzt auch 2 Stationen (Nr. 13 u. 14) eines weiteren Kreuzweges von Höttinger, wahrscheinlich aus der Stadtpfarre stammend; vom Verbleib der übrigen Stationen ist nichts bekannt.)
Leider wurden im Laufe der Barockisierung sämtliche gotische Butzenscheiben entfernt und an einen Glasermeister verkauft. Die eingearbeiteten gotischen Glasmalereien (z.t. Heilige und die Wappen von Wohltätern darstellend) fielen leider dem barocken Lichtfanatismus zum Opfer. Der damalige Guardian P. Theophilus bemühte sich vergeblich um deren Rettung. Das letzte erhaltene Fenster mit dem Stifterwappen der Familie Aufhauser befindet sich heute im Landesmuseum Ferdinandeum (s. Abb.).
Im Jahre 1737 kam das bei Franz Sebald Unterberger bestellte Altarbild „Tod des Hl. Josef“ nach Schwaz (seit 1954 als Leihgabe in der Pfarrkirche von Kufstein/Sparchen). Aus dem Jahr 1739 stammt das von Georg von Marées geschaffene Sippenbild des Annenaltares und ein Jahr später schuf Franz Sebald Unterberger das Altarblatt der heiligen „Katharina und Barbara“.
1736 stiftete Johann Baptist Wimmer, der pensionierte Hauptkassier der Schmerzensbruderschaft, einen neuen Josefsaltar, der am freigewordenen Abschluss des rechten Seitenschiffes stehen sollte, als Pendant zum Schmerzensaltar. Dieser wurde wiederum von Franziskanerbrüdern geschaffen. Das Hauptwerk führte Frater Joseph Lederle aus. Die passenden Medaillons zum Leben Josefs und das Oberbild (Josef und Maria als Fürsprecher bei der Klostergründung, heute in der Sakristei) schuf diesmal Pater Cyrill Oberberger. (Das Aussehen der beiden vorderen Seitenaltäre Maria Schmerzen und Josef, welche ja 1840 abgebrochen wurden, dürfte den noch existierenden Seitenaltären (Anna- bzw. Katharina u. Barbaraaltar) gleichkommen, nur größer, blau lasiert und teilweise vergoldet).
In den Jahren 1737 bis 1739 wurde die Kirchenorgel in unserer Kirche restauriert. Gleichzeitig errichtete der Franziskaner P. Gaudentius Köck die großartige Barockorgel in der Schwazer Pfarrkirche. Mit seinem Verdienst konnten teilweise die Kosten der Barockisierung getragen werden.
Schließlich kam 1753 noch ein kostbares Uhrwerk des Franziskaners Johann Capistran Silbernagel hinzu. Über ein Gestänge werden noch heute 5 Ziffernblätter, verteilt über das ganze Kloster, bewegt.
Als Krönung schuf Christoph Anton Mayr ein großes Heiliges Grab für unsere Klosterkirche. Dieses wurde 1764 zum ersten Mal aufgestellt.
In den 1780er Jahren musste kurzzeitig, auf Grund einer Verordnung Kaiser Joseph' II., der klostereigene Friedhof stillgelegt werden. In diesen Jahren wurden die Franziskaner auf dem Stadtfriedhof beerdigt (heute Stadtpark).

### Renovierung 1844
Im Jahre 1844 wurde von einem Wattener Tischler ein neuer Hochaltar und die zwei vorderen Seitenaltäre errichtet (Schmerzens- und Josefs-Altar - beide 1965 entfernt). Leider wurden die beiden von Franziskanerbrüdern 1705 und 1736 gefertigten schönen Barockaltäre vorher entfernt und vernichtet.
Passende Bilder malte nun Gebhard Flatz (Stigmatisation des Hl. Franziskus, Santa Conversazione). Zur Finanzierung verkaufte man gotische Tafelbilder, die letzten Reste der mittelalterlichen Kircheneinrichtung. Die Medaillons setzte man scheinbar erst in den 1870er Jahren in die Altäre ein. Dazu musste, wie schon vorher erwähnt, eines der Medaillons („Jesus begegnet Maria am Kreuzweg“) von Alois Käsbacher im Querformat neu gemalt werden.
Bereits im Jahre 1843 kam eine neue Orgel des Schwazers Josef Aigner dazu. Er verwendete z. T. Orgelpfeifen der Vorgängerorgel. Die ältesten Pfeifen stammen aus dem Jahr 1613.
Zwei alabastergefasste Rokokostatuen hatte man vom Stift Fiecht ebenfalls gegen ein gotisches Tafelbild eingetauscht. Dieses Bild ging beim Stiftsbrand d. J. 1868 verloren. Unerklärlicherweise mussten diese wertvollen Stauten bereits 1872 (oder 1877) den vergleichbar wertlosen Statuen Petrus und Paulus des jungen Bildhauers A. Winkler Platz machen (heute im Depot). Heute wissen wir über den Verbleib dieser Rokokostatuen nichts mehr. Sie sind auf dem historischen Foto links aus dem Jahr 1872 (mit Festschmuck - Abdeckbild und Baldachin) noch zu sehen. Sie stellten den Markgrafen Leopold von Österreich (Provinzpatron) und Kaiser Heinrich dar.
Kaspar Jele schuf ein Franziskus- und Josef Plank ein Antoniusbild für die jeweiligen Altäre. Beide Gemälde wurden Anfang des 20. Jh. für „zu minderwertig“ befunden und ersetzt. Über ihren Verbleib ist ebenfalls nichts bekannt. Ein ähnliches Franziskus-Bild von Kaspar Jele befindet sich im „Depot“ des Reuttener Klosters.
Eines der neuen Altarblätter, eine Kreuzigungsszene hatte Johann Entfelder um 1844 gemalt. Er hatte damals auch die Außenfassade (Giebelfront) der Kirche mit einem großen Fresko geschmückt. Es stellte die Heiligen „Franziskus, Johannes, Josef und Pazifikus“ dar. Im Jahre 1893 wurde es durch ein Franziskusmosaik des Innsbrucker Künstlers Albert Neuhauser ersetzt.
Im Jahre 1884 wurden die barocken Dachreiter (Glockentürmchen) renoviert und 1889 der Vordere durch ein neugotisches Türmchen ersetzt.
Renovierung 1936
Eine umfassende Kirchenrenovierung wurde 1936 bis 1939 durchgeführt, aber es gab keine größeren Änderungen. Im Jahr 1936 wurde das Kirchendach erneuert. 1937 ging man an die Innenrenovierung der Kirche. Noch vor dem Beginn (Frühjahr 1937) kam der alte Kreuzweg von J. G. Höttinger aus Lienz nach Schwaz zurück.
Das neugotische Dach über dem Eingangsportal wurde abgebrochen. Das Altarbild „Stigmatisation des Hl. Franziskus“ des Innsbruckers Kaspar Jele wurde durch ein neues „Michaelsbild“ des belgischen Franziskaners Andreas Bosteels ersetzt.
Bisher konnte die Kirche und das Kloster praktisch stufenlos betreten werden. Man entschloss sich damals aber den Hügel vor dem Kircheneingang abzutragen und es entstanden die Kirchenstufen.
In den Jahren 1954/1955 wurde der Raum zwischen Kirche und Sakristei zur „Neuen Sakristei“ umgebaut. Die alte Treppe an dieser Stelle wurde neuerrichtet (um 180° gedreht). Der Sakristeiraum im Dachboden wurde aufgelassen. Der Kreuzgang im 1. Stock, oberhalb von Sakristei und Bonaventurakapelle wurde abgemauert, Wände entfernt und ein großer Versammlungsraum (damals für die Franziskanische Gemeinschaft) geschaffen. In die Nebenräume wurde die öffentliche Bücherei verlegt (vorher im Kreuzgang - nahe Eingangsbereich). Die alte Hostienbäckerei, ein kleiner Zubau an der Außenfront der Sakristei, wurde abgerissen.
Renovierung 1965
Im Jahr 1962 beauftragte das Provinzkapitel die jeweiligen Hausoberen, ihre Kirchen im Geist des zweiten Vatikanischen Konzils zu erneuern.
Bei der Restaurierung 1965 unter Guardian P. Bonifaz Madersbacher wurden (trotz heftigen Widerstands im Kloster und in der Bevölkerung) der klassizistische Hochaltar und die vorderen Seitenaltäre ersatzlos entfernt und zerschlagen. Dazu kam auch ein überdimensionaler Volksaltar.
Die altehrwürdige gotische Mensa (Hochaltarblock), welche aus Ehrfurcht immer dort belassen worden war, fiel ebenfalls dem Erneuerungsplan zum Opfer und wurde abgerissen.
Zwei der vier an den Seitenwänden des Presbyteriums stehenden Heiligenstatuen verschwanden. Zum letzten Mal waren sie auf einem Foto vor 1954 zu sehen. Welche Heiligen die zwei Statuen darstellten und wohin sie verschwanden, wissen wir nicht. Auf den ältesten Fotos (ca. 1870/80) sind noch sechs Statuen an den Presbyteriumswänden zu sehen.
Die farbenprächtigen Glasfenster hinter dem Hochaltar, die damals errichtet wurden (diese Fenster waren ja lange Zeit zugemauert und wurden erst 1965 wieder geöffnet), entstanden nach Entwürfen des Schwazer Künstlers Fred Hochschwarzer und stellen Szenen aus dem Leben des Hl. Franziskus und weiterer Heiliger und Heiligmäßiger aus der franziskanischen Familie dar (die thematischen Vorgaben stammen von P. Bonifaz und gaben so viele Szenen vor, dass die Personen von Prof. Hochschwarzer klein und dichtgedrängt dargestellt werden mussten). Als theologischer Berater fungierte der mit dem Künstler befreundete P. Josef Steindl. Die Seitenfenster im Presbyterium sind Spätwerke von Prof. Fred Hochschwarzer und wurden 1990 eingesetzt. Die Fenster wurden von Innsbrucker Glasmanufaktur gefertigt. Das Glasfenster über dem Seiteneingang stammt von Adolf Luchner und entstand 1992.
Des Weiteren wurde die Kirche mit einer Gebläseheizung ausgestattet. Auf dem Klosterhof (heute Parkplatz) wurde der Öltank aufgestellt. Der Brenner stand in einem Raum am Ende des alten Apfelkellers. Ein Schacht musste unter den Kreuzgang und durch das starke Fundament der Kirche durchgegraben werden (Diese schwere Arbeit verrichteten die damals jungen Brüder Robert Eckersdorfer und Johann Josef Eller).
Im Kloster wurde u. a. das Geläute der Refektoriumsuhr entfernt (welche mit dem großen Uhrwerk im 1. Stock verbunden ist). Leider wurde auch gleich das entsprechende Gestänge vom Läutwerk entfernt, und eine spätere mögliche Wiederherstellung verhindert. Die Refektoriumsuhr und weitere vier Uhren, welche im Haus verteilt sind, werden aber weiterhin vom alten Uhrwerk angetrieben.
Eine wichtige Renovierungsaktion trug ca. 1965 viel zur Verschönerung des Klosters bei: Die Balkendecke des Refektoriums war in früheren Zeiten mit Brettern verschlossen und gekalkt worden. Auch die Balkendecke des großen Gangs im 1. Stock war gekalkt worden. Diese „Färbelung“ wurde nun in mühevoller Arbeit wieder entfernt, sodass sie heute wieder in alter Pracht erscheint. Einer der fleißigen Arbeiter dieses Umbaues war der Gärtnerbruder.
Mit der Bischofsweihe des inzwischen zum Provinzial gewählten Pater Bonifaz und seiner Versetzung nach Bolivien im Jahre 1970 fand diese Restaurierungsphase ihren Abschluss.
Klosterrestaurierung:
Bereits im Jahre 1975 begannen unter dem Guardian Pater Josef Steindl schon die Planungen für die Generalrenovierung des Klosters, welche von 1981 bis 1993 dauern sollte und von Guardian P. Wolfhard Würmer gestartet wurde. Dabei wurde u. a. der Pforteneingang abgerissen und neu gestaltet. Das schöne schmiedeeiserne Gitter wurde dabei leider entfernt und der Firma Lintner überlassen. Die Holzhütte auf dem Außenhof wurde abgerissen um Parkplätze zu schaffen (seit der Parkraumbewirtschaftung bei manchen Schwazern gern genutzt). Die vielen Fensterläden des Klostergebäudes wurden aus Kostengründen nicht ausgebessert und ersatzlos entfernt. Die Bonaventurakapelle wurde im Jahr 1987 restauriert. Es wurde auch hier die alte gotische Altarmensa abgerissen und durch einen Priestersitz ersetzt. Die Altarplatte wurde für den neuen Volksaltar wiederverwendet.
Renovierung 1990
Bei der letzten Kirchenrenovierung 1990–1993 wurden zwei der hinteren südseitigen Seitenaltäre (Franziskus- und Antoniusaltar, links und rechts vom Kreuzaltar) nach vorne verlegt (heute Schmerzens- bzw. Josefsaltar) um die fehlenden Altäre zu ersetzen. Das Michaelsbild von Pater Andreas Bosteels (bisher am Franziskusaltar) wanderte hinauf auf die Westempore. Das Franziskusbild des Frater Lukas Plazer ersetzte den nun fehlenden Franziskus- bzw. Michaelsaltar auf der Südseite des Langhauses.
Der Volksaltar und der Marmorboden wurden ersetzt und die seitlichen klassizistischen Beichtstühle entfernt. Dazu kam ein neuer schlichter Hochaltar aus einfachen glatten Marmorblöcken (diese haben eine wichtige statische Funktion bei der Aufstellung des Ostergrabes und der Weihnachtskrippe). Die Gestalt wurde einem gotischen Flügelaltar nachempfunden. Die Gebeine der seligen Illuminata wurden wieder in den Hochaltar eingebettet; weiters wurden neue Lampen aufgehängt.
Weitere Änderungen gab es auch auf dem Betchor, der als solcher nicht mehr genutzt wurde. Die meisten Bänke wurden entfernt, ebenso etwas später das Holzgitter an der Brüstung. Der Motor für das Orgelgebläse wurde vom Dachboden heruntergeholt.
Die Gebläseheizung der Kirche wurde aus Kostengründen wieder entfernt und durch eine elektrische Bankheizung ersetzt.

## Orgel

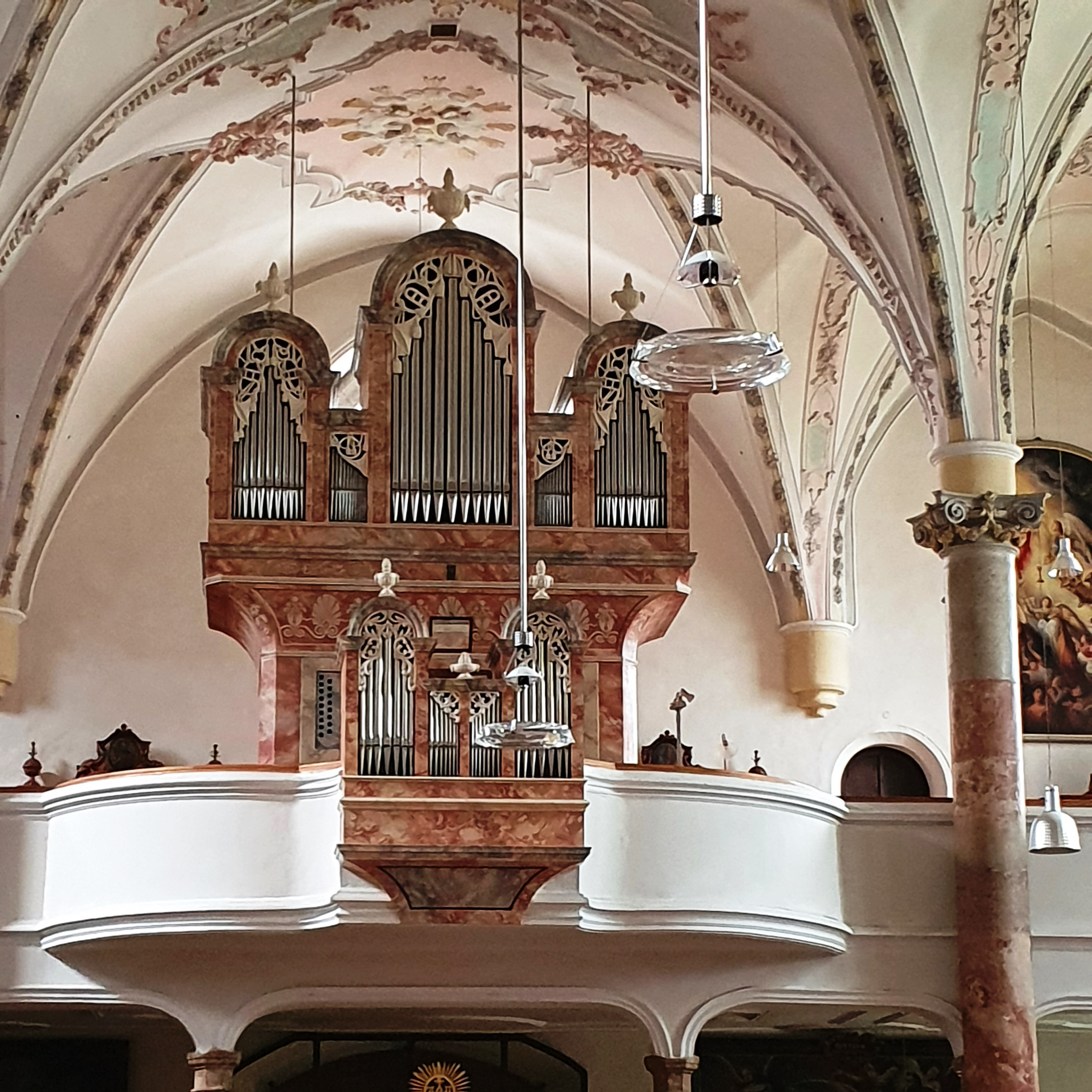
Joseph-Aigner-Orgel

Die Orgel wurde von Joseph Aigner 1843 geschaffen. Die letzte Restaurierung nahm Orgelbaumeister Christian Erler aus Schlitters im Jahr 2020 vor.
Disposition
| Hauptwerk, II. Man. C–f3 |       |
| Bordun                   | 16'   |
| Principal                | 8'    |
| Copl                     | 8'    |
| Gamba                    | 8'    |
| Octav                    | 4'    |
| Flöte                    | 4'    |
| Quint                    | 2 ⁄3' |
| Superoctav               | 2'    |
| Cornett IV               | 2'    |
| Mixtur III               | 1'    |
| Harmonica                |       |

| Rückpositiv, I. Man. C–f3 |    |
| Principal                 | 8' |
| Salicinal                 | 8' |
| Copl                      | 8' |
| Octav                     | 4' |
| Flöte                     | 4' |
| Superoctav                | 2' |
| Mixtur II                 | 2' |

| Pedal C–f0, repetierend |        |
| Subbass offen           | 16'    |
| Subbass gedeckt         | 16'    |
| Octavbass               | 8'     |
| Quintba                 | 5 1⁄3' |
| Posaune                 | 8'     |
| Pombard                 | 16'    |

- Koppeln: Manualkoppel (I/II)[Anm. 5] und Pedalkoppel (II/P)
- Spielhilfen: Forte-Zug

Anmerkungen
1. ↑  Metallpfeifen stammen von Andreas Butz (1613)
2. ↑  Eine (8') Physharmonica (Harmonium) mit Drehstimmvorrichtung, aus der Zeit um 1880
3. ↑  Stammt von Andreas Butz (1613)
4. ↑  12 Töne für 18 Tasten.
5. ↑  1879 von Franz Reinisch d. J. (1840–1921) eingebaut

### Technische Daten
- Traktur:
  - Tontraktur: Mechanisch
  - Registertraktur: Mechanisch
- Stimmtonhöhe:
  - a1 = 448,1 Hz bei 15 °C
- Stimmung:
  - gleichstufig modifiziert mit 1/9 pyth. Komma engeren Quinten[1]

## Kreuzgang

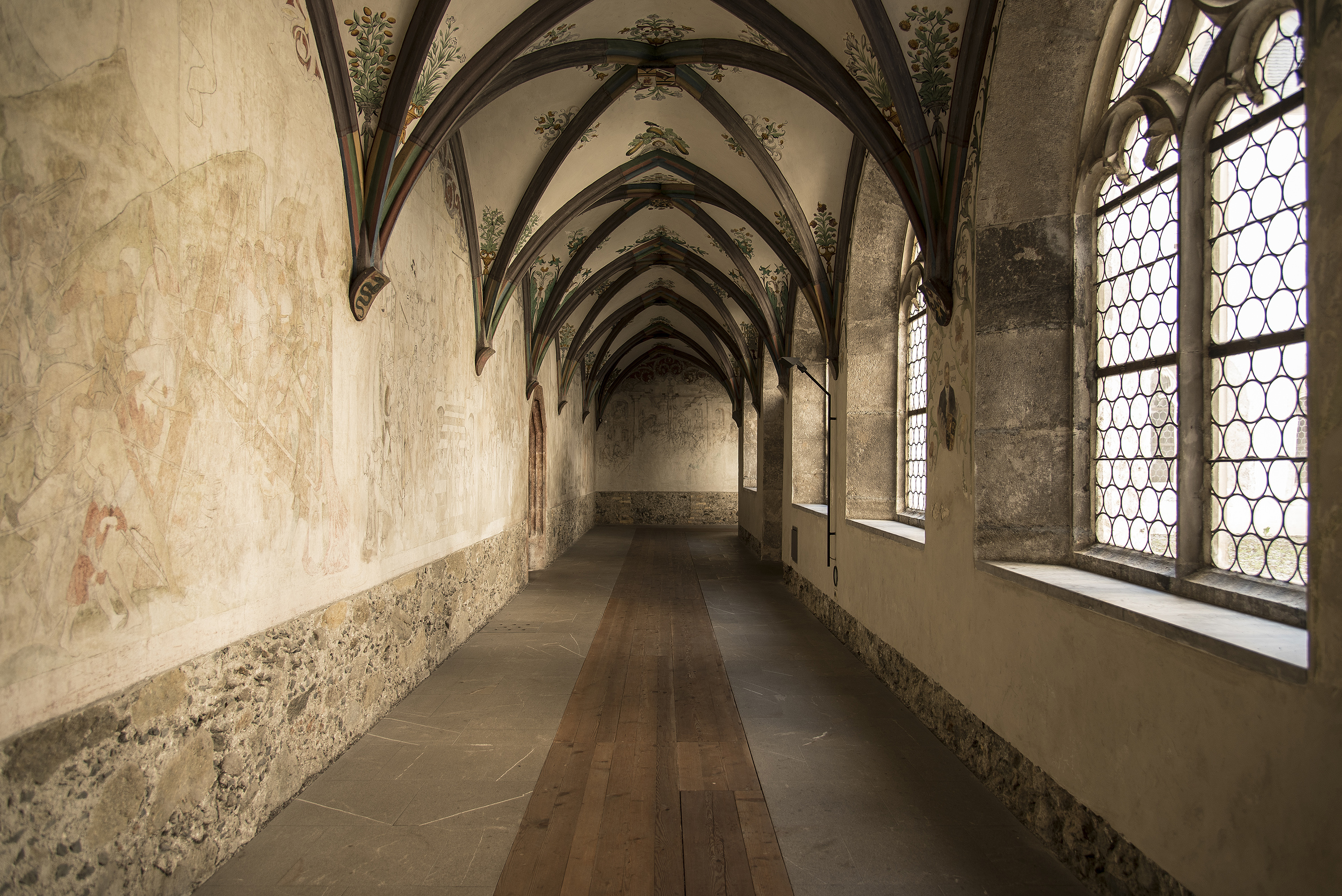
Gotischer Kreuzgang

Der Kreuzgang wurde in den Jahren 1519 bis 1526 mit gotischen Fresken ausgemalt. In seinem Eingangsbereich kamen um das Jahr 1608 vier weitere Bilder hinzu. Die im späten 17. und frühen 18. Jahrhundert ausgeführten barocken Bemalungen der gotischen Malereien wurden 1912 und 1939 entfernt. Von 1980 bis 1997 restaurierte Wolfgang Götzinger die Kreuzgangfresken. Dabei ergänzte er die unregelmäßigen Reste der ursprünglich bunten Sekkomalerei durch Aquarellretuschen.

## Studienhaus
1924/25 wurde im Klostergarten eine Theologische Hauslehranstalt für Ordensmitglieder errichtet, das 1972 wieder geschlossen wurde. Bis 1995 wurde das Studienhaus von der Religionspädagogischen Akademie genutzt.

## Besondere Sehenswürdigkeiten
- Kreuzgang (mit Wandmalereien aus den Jahren 1519–1526 bzw. um 1608)
- Uhrwerk aus dem Jahr 1752 (Besichtigung nur bei Voranmeldung)
- Historische Konventbibliothek (Besichtigung nur bei Voranmeldung)